# Paco Cuadrado
Francisco Cuadrado Lagares, Paco Cuadrado (Sevilla: 1939-2017) fue un pintor sevillano, miembro representativo del realismo social en la pintura española de los años 60 y 70 a través del grupo conocido como La Estampa Popular.

## Biografía
Nació en 1939 en el barrio sevillano de Retiro Obrero, en el seno de una familia trabajadora. Asistió a la Escuela de Artes y Oficios donde estudió Dibujo a lo largo de varios años, al tiempo que asistía a clases en el Ateneo de Sevilla, donde conocerá a Justo Girón y Roberto Reina, pero será a partir de 1957, tras su entrada en la Escuela Superior de Bellas Artes Santa Isabel de Hungría, cuando su formación artística recibirá un nuevo y definitivo rumbo. Allí conoció a Francisco Cortijo y Cristóbal Aguilar, con quienes trabaría una intensa amistad personal, artística y política, que desembocó en la formación del grupo de Sevilla de Estampa Popular, un movimiento de creación artística dentro del realismo social, formado por varios grupos de artistas de Córdoba, Madrid, Bilbao y Sevilla, que reivindican a través de sus pinturas y grabados la urgencia de la lucha popular antifranquista,mostrando la dura realidad del campesinado andaluz en sus óleos y grabados sobre linóleo, En 1959 se afilió al Partido Comunista de España y viajó a París, donde se reunió con otros tres artistas sevillanos: Paco Cortijo, Santiago del Campo y Luis Gordillo. Terminados los estudios, instaló su taller de trabajo en el lavadero de su casa. Hizo su primera exposición en 1963.
. Por su militancia política, Cuadrado pasó un total de cuatro años en prisión entre 1964 y 1972. Durante este periodo creó sus obras más reconocibles, una serie de grabados que reflejaban la dura situación del campesinado de Andalucía.
Con el fin de la Dictadura y la transición a la democracia, Cuadrado mantuvo su compromiso político y artístico, pero tuvo que reorientar su producción artística, especialmente tras su viaje a París en 1978 y la crisis de los planteamientos del realismo social. Dicha crisis artística se tradujo en una creación artística que recupera más color y plasticidad, a la vez que el entorno más cercano se hace más presente cada vez, y el pintor, "asume el placer del Arte por el Arte"  Destacaron sus exposiciones Girasoles secos y Huerto de Mari Paz. Fue socio fundador del Ateneo de Mairena del Aljarafe, donde tuvo lugar su última exposición retrospectiva, en diciembre de 2016.

## Reconocimientos
Paco Cuadrado recibió los siguientes reconocimientos:
- Sevillano del año, premio de la Cadena SER, en 1977
- Premio de la Fundación Focus por la colección 12 espadañas de Sevilla, en 1987
- Premio de Pintura de la Real Academia de Bellas Artes de Sevilla, en 1987.
- Hijo Adoptivo de Mairena del Aljarafe, en 2017.